# Peliosis hepatis

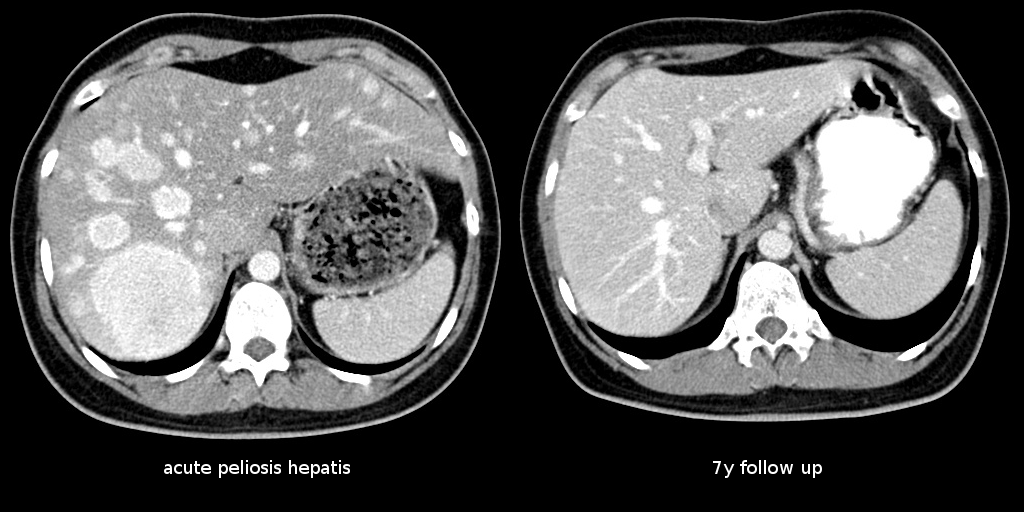
CT-Verlauf mit vollständiger Rückbildung

Mit Peliosis hepatis wird ein Krankheitsbild der Leber bezeichnet, welches durch blutgefüllte Zysten gekennzeichnet ist. Diese Zysten entstehen durch den Untergang von Lebergewebe (parenchymatöse Form) oder durch Aussackung der Zentralvene des Leberläppchens (phlebektatische Form).
Eine (bazilläre) Peliosis hepatis kommt außer beim Menschen auch bei Rindern, Katzen, Hunden und Ratten vor. Beim Menschen wird sie bei einer Infektion mit Bartonella henselae (dem Erreger der Katzenkratzkrankheit) und Bartonella quintana (insbesondere bei immunsupprimierten Patienten), bei Tuberkulose.
Sie wird auch bei einer Therapie mit Anabolika oder Androgenen beobachtet, ein Grund warum Oxandrolon 2023 vom Markt genommen wurde.